# عمر عثمان
عمر عثمان (به انگلیسی: Umar Osman) (زاده ۲۰۰۳) دونده دو سرعت اهل مالزی است. او در حال حاضر دارنده رکورد ۴۰۰ متر مالزی در فضای باز با ثبت ۴۶٫۰۹ ثانیه است.

## دوران ابتدایی زندگی و تحصیل
عمر در ایالت جوهر، مالزی به دنیا آمد. او در حال حاضر در رشته طراحی صنعتی در پلی‌تکنیک سلطان ابراهیم در پاسیر گودانگ مشغول تحصیل است.